# Santiago de Carreiras
A Freguesia de Santiago de Carreiras foi uma freguesia portuguesa do Município de Vila Verde, que tinha 2,56 km² de área e 377 habitantes (2011), e, por isso, uma densidade populacional de 147,3 hab/km².
A Freguesia de Santiago de Carreiras foi extinta (agregada) em 2013, no âmbito de uma reforma administrativa nacional, para, em conjunto com a Freguesia de São Miguel de Carreiras, formar uma nova freguesia denominada União das Freguesias de Carreiras (São Miguel) e Carreiras (Santiago).
Ainda permanecem associações como o Coral de Carreiras Santiago (http://grcoralsantiago.wordpress.com/).

## História
Pertenceu ao concelho de Vila Chã e quando este concelho foi extinto em 24 de Outubro de 1855, a freguesia passou para o concelho (atual município) de Vila Verde.

## Lugares
A Freguesia de Santiago de Carreiras englobava os seguibntes lugares:
Alcaide, Bacelo, Barreiro, Bemposta, Brea, Carcavelos, Casal de Aires, Corredoura, Covas, Civilhã, Igreja, Leiras Covas, Monte, Mourenta, Passado, Pedreira, Penas, Quintães, Rio Bom, Rouqueras e Vila Chã.